# Château de Villers-le-Château
Le château de Villers est un château situé sur la commune de Villers-le-Château dans le département de la Marne.

## Histoire
Le château est une rare et précieuse construction du XVIe siècle, et est inscrit au titre des monuments historiques depuis 1986 pour ses parties du XVIIe siècle et du XIXe siècle. 

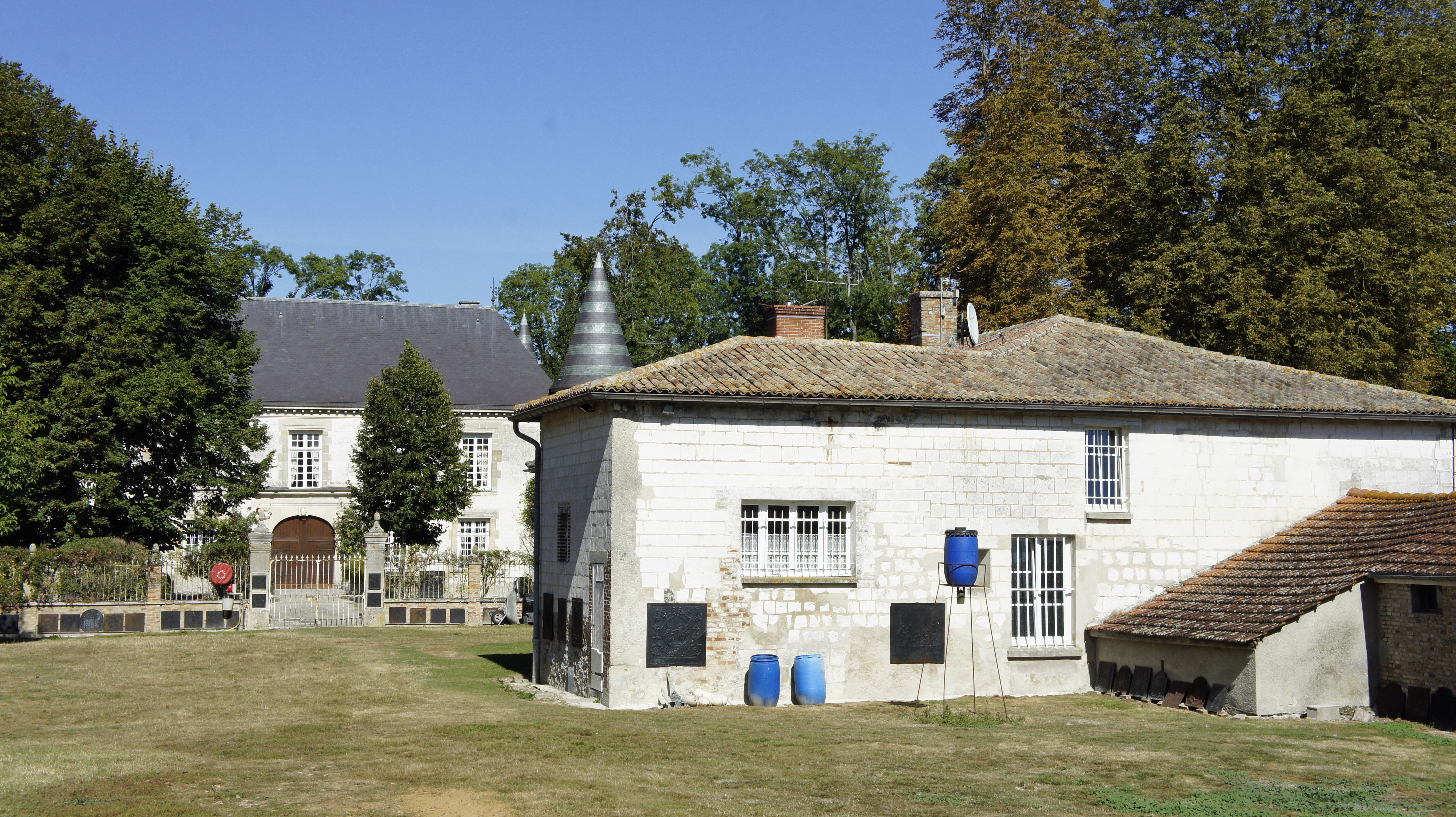
bâtiments actuels.